# Штайнау-ан-дер-Штрасе
Штайнау-ан-дер-Штрасе (нім. Steinau an der Straße) — місто в Німеччині, знаходиться в землі Гессен. Підпорядковується адміністративному округу Дармштадт. Входить до складу району Майн-Кінціг.
Площа — 104,88 км2. Населення становить 10 192 ос. (станом на 31 грудня 2020).